# Белянка рапсовая
Белянка рапсовая, или понтия резедовая (лат. Pontia edusa) — вид чешуекрылых насекомых из семейства белянок.

## Этимология названия
Латинское видовое название восходит к Эдуса (римская мифология) — богиня, охранявшая пищу ребенка. Русские видовые названия «рапсовая», «резедовая», «горчичная» восходят к кормовым растениям гусеницы данного вида.

## Описание

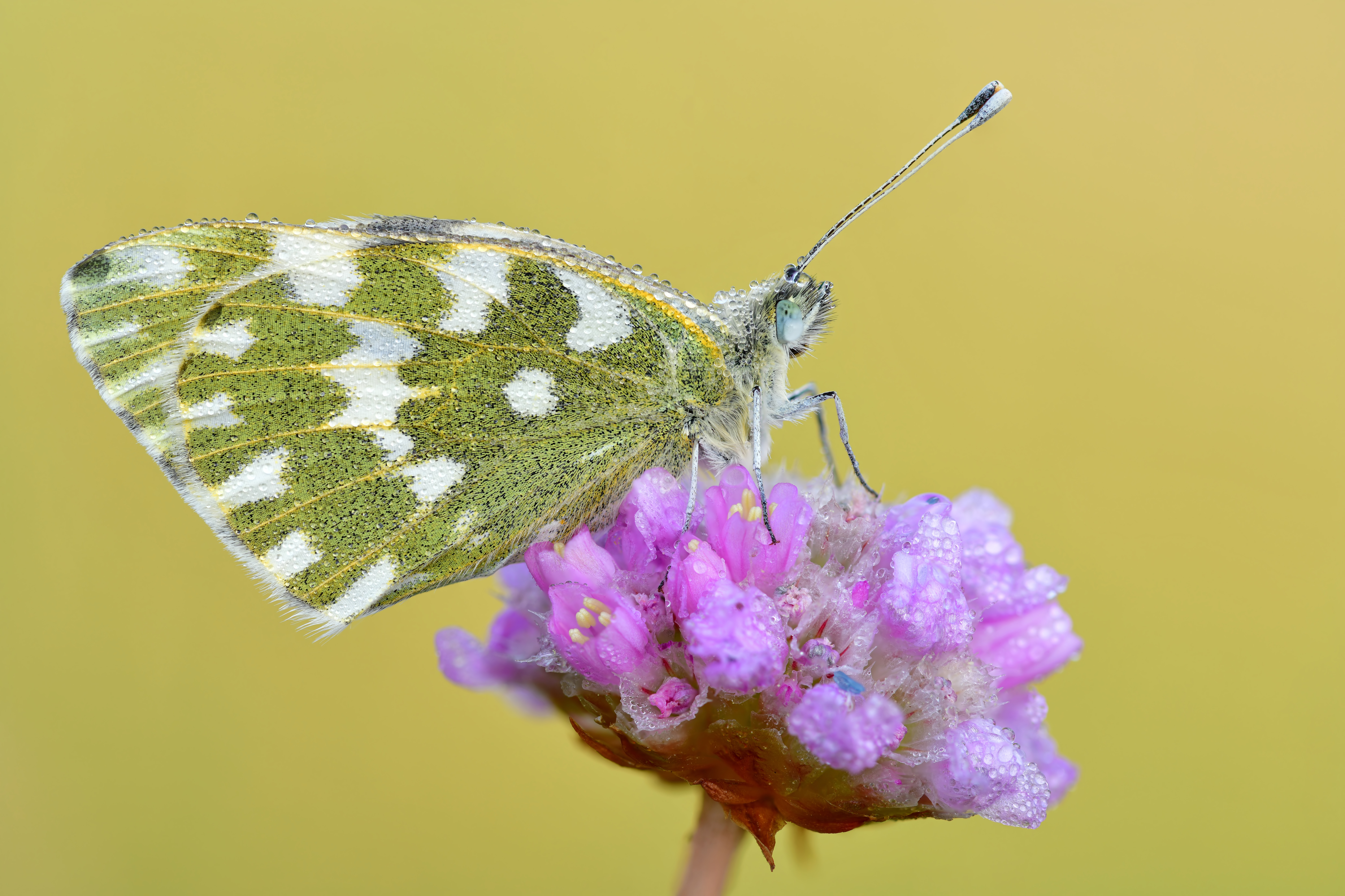
Нижняя сторона крыльев

Распространён в Европе, Северной Африке и Азии. Обитают в степях, на полях и сухих лугах, на высоте до 2300 метров над уровнем моря. Длина переднего крыла 18—27 мм. Самки откладывают яйца на кормовые растения гусениц. Гусеницы питаются различными крестоцветными (Turritis, Thlaspi, Sisymbrium), а также листьями Vicia, Lathyrus, Trifolium, Reseda.

## Замечания по систематике
На территории Восточной Европы вид представлен номинативным подвидом. Ранее вид смешивали с близким видом Pontia daplidice (Linnaeus, 1758) (отличающимся по биохимическому критерию). Во многих работах по фауне европейской России приводятся данные о распространении в южных регионах обоих видов без указания на их конкретные различия между ними. Основным отличием является округлая вальва в гениталиях самца daplidice и угловатая у самца edusa. Для бабочек характерен сезонный диморфизм.